# The Purchase Price
Pour plus de détails, voir Fiche technique et Distribution.
The Purchase Price est un film américain de William A. Wellman, sorti en 1932.

## Synopsis
Joan Gordon travaille à Broadway depuis qu'elle a quinze ans, chanteuse et danseuse, elle est lassée de cette vie et rêve du grand amour loin des illusions nocturnes. Pour échapper à un homme de la nuit qui ne cesse de la convoiter elle décide de partir à Montréal poursuivre sa carrière. Mais l'homme qui la convoite la retrouve vite. Sa femme de chambre a trouvé un homme à marier par petite annonce, un fermier canadien. Alors qu'elle avoue à Joan qu'elle a envoyé à l'homme une de ses photos, Joan décide de sauter sur l'occasion et de partir elle-même à la rencontre de cet inconnu.

## Fiche technique
- Titre original : The Purchase Price
- Réalisation : William A. Wellman
- Scénario : Robert Lord d'après l'histoire The Mud Lark de Arthur Stringer (en)
- Société de production : Warner Bros. Pictures
- Distribution : Warner Bros. Pictures
- Photographie : Sidney Hickox
- Montage : William Holmes
- Direction artistique : Jack Okey
- Pays d'origine : États-Unis
- Langue : Anglais
- Format : Noir et blanc - Son : Mono
- Genre : Comédie dramatique
- Durée : 68 minutes
- Date de sortie :
  - États-Unis :23 juillet 1932

## Distribution
- Barbara Stanwyck : Joan Gordon
- George Brent : Jim Gilson
- Lyle Talbot : Eddie Fields
- Hardie Albright : Don Leslie
- David Landau : Bull McDowell
- Murray Kinnell : Spike Forgan
- Leila Bennett : Emily